# Carmen Martín Belinchón
Carmen Martín Belinchón (Madrid, 19 juny 1912 - 3 novembre 1996) coneguda com Pinotxa, va ser una dona madrilenya, militant de la UGT i de l'Agrupació de Dones Antifeixistes del PCE. Exiliada a França després de la Guerra civil, va ser una col·laboradora destacada de la Resistència i el Maquis espanyol.
Nascuda al barri popular de La Latina, era la filla mitjana d'Esteban Martín Parra i d'Emília Belinchón Nieto, la seva germana gran es deia Pilar i la petita Candela. Per tradició familiar, el pare era empleat del Teatre Real de Madrid. Es va educar al col·legi de les Carmelitas Descalces de San Francisco el Grande i als nou anys va ingressar a l'escola de ballet del Teatre Real. El 1925, la mort del pare, va deixar la família sense recursos, Carmen, amb només 12 anys, va haver de treballar, primer de serventa i més tard de modista i brodadora.
Amb la proclamació de la Segona República Espanyola, es va afiliar a la UGT, essent una de les impulsores del Sindicato de la aguja. El 1933, com a membre de l'Agrupació de Dones Antifeixistes, va participar en la campanya electoral en front de la Confederació Espanyola de Dretes Autònomes(CEDA)
Arran de la Revolució d'Astúries de 1934, va viatjar amb els grups Pro-Amnistia per recolzar els represaliats. En una de les presons, va conèixer Emílio Álvarez Canosa, membre del PCE i germà d'una companya, amb el qual va iniciar una relació, que es va oficialitzar el 1935, quan va sortir amnistiat.
Aquell mateix any, seguint la tradició artística familiar, va ser cantaire dels Cors Proletaris que, a l'estil de la Unió Soviètica, comptaven amb més de 125 veus. També es va integrar en el grup teatral dels germans Asensio, que muntaven sarsueles i amenitzaven les concentracions populars. Martín i el seu promès, van participar en nombroses accions culturals i polítiques als ateneus obrers, biblioteques i Casas del pueblo.
Després del Cop d'estat del 18 de juliol, Álvarez-Canosa va anar al front amb els Milicians del Sindicat d'Arts Gràfiques i Carmen Martín es va incorporar a les tasques de recolzament de les Milícies Obreres. Es van casar a l'octubre del 1936. Álvarez-Canosa va combatre en diversos escenàris de guerra amb Valentín González "el Campesino", va arribar a ser comandant i va caure ferit unes quantes vegades.
Amb la desfeta del Bàndol republicà, el 9 de febrer 1939, Carmen Martín, amb el primer fill en braços i prenyada del segón, va travessar la frontera francesa. A Cerbera de la Marenda, a causa de les gèlides temperatures, va contraure una pleuresia greu. Malgrat això, va sobreviure i a l'octubre de 1939 va néixer Tito, el segón fill.
Álvarez-Canosa, en el moment de la Retirada, comandava el batalló de la 46a Divisió i va ser internat en diversos Camps de concentració i centres disciplinaris. No va trobar la família fins a la primavera de 1940, després d'obtenir una feina a les mines d'or de Salsinha, a la zona de la Muntanya Negra. Martín i els seus fills havien estat internats a L'Hospice de St. Rome-en-Carsac, al camp de Sant Llorenç de Cerdans, a Doma i Sarlat.
El 10 de maig, les tropes de Hitler van envaïr França i París va capitular. El mariscal Petain va firmar l'Armistíci de 22 de juny de 1940. La família Álvarez-Martín es va traslladar a Marsella amb l'esperança de poder emigrar a Mèxic. Van ser novament separats, Martín i els nens enviats al castell de Montgrand i Álvarez-Canosa a Reynarde. Finalment no van poder embarcar. El març de 1941, Álvarez-Canosa va trobar feina a les mines de carbó i es van traslladar a Griasca.
El novembre de 1942, l'exèrcit nazi va ocupar tot el país i es va organitzar la resistència. Álvarez-Canosa va entrar contacte amb el FTP-MOI,un grup format per inmigrants i joves francesos que volien eludir el trasllat obligatori a Alemanya. Amb l'experiència de comandament, adquirida durant els anys de la Guerra Civil Espanyola, aviat es va convertir en un destacat guerriller, conegut amb el renòm de Pinotxo.
Perseguit pels alemanys, després de diversos sabotatges, es va traslladar a Sarlat i es va unir als grups que operaven a la Dordonya.Carmen Martín i els fills el va seguir al cap de poc i també es va integrar a la guerrilla. Va ser coneguda com Pinotxa i el nen Emílio, de només sis anys, anomenat Pinotxin, també va col·laborar fent de correu i portant missatges d'una granja a l'altra.
Quan Álvarez-Canosa va caure ferit, Martín va adquir més protagonisme. Va col·laborar en la recepció dels primers enviaments aèris de material des d'Anglaterra i, amb l'ajuda d'alguns pagesos de la zona, després dels llençaments, anava a recollir les caixes d'armes i aliments i a recuperar els paracaigudes, que després aprofitava per confeccionar prendes i sabatilles. Va estar en contacte amb l'Agència d'Intel·ligència britànica (MI6) i amb destacats partisans com Raymond Dronne, Manuel Cremades, George Guingouin, Ramón Vila Capdevila, conegut com Caracremada, Capità Raymond, etc. El 1944 va participar activament en la tasca de reclutament, organització i acompanyament de guerrillers fins a la frontera espanyola, amb l'objectiu d'unir-se als maquis espanyols i iniciar la Invasió de la Vall d'Aràn. L'operació va fracassar i van morir 32 homes del grup d'Álvarez-Canosa.
A finals de 1944, després de seriosos enfrontaments i descontent amb la política i objectius del PCE, Álvarez-Canosa va tornar a Griasca i va treballar a la mina fins que es va jubilar el 1979. Pels seus serveis a França, va ser condecorat amb la Creu de Guerra 1939-1945 i nomenat oficial de la Legió d'honor. Carmen Martín Belinchón i els fills es van integrar plenament a la societat francesa, sense renunciar mai a llurs ideals i orígens.
A primers de novembre de 1996, Martín Belinchón i Álvarez-Canosa van ser convidats als actes que el govern de Felipe González havia preparat a Madrid per retre homenatge als supervivents de Les Brigades internacionals. La primera recepció estava programada pel 4 de Novembre,malauradament el dia 3, Carmen Martín va morir al costat del seu marit, quan viatjaven en el taxi que els traslladava al hotel.